# Galgupha diminuta
Galgupha diminuta är en insektsart som först beskrevs av Van Duzee 1923.  Galgupha diminuta ingår i släktet Galgupha och familjen glansskinnbaggar. Inga underarter finns listade i Catalogue of Life.